# Jefe del Gran Consejo de Jefes (Fiyi)
El Jefe de Gran Consejo de Jefes es el líder del Gran Consejo de Jefes, una asamblea de Ratus, jefes fiyianos. Esta asamblea elige al Presidente del país y 14 de los 32 senadores del Senado de Fiyi.

## Lista de jefes
De 1967 a 1999, no existía un líder como tal del Gran Consejo de Jefes, sino que el Ministro de Asuntos Fiyianos, miembro del gobierno, ocupaba esa posición. A partir de 1999 la asamblea empezó a nombrar a sus jefes:
| Orden | Nombre                | Mandato         |
| ----- | --------------------- | --------------- |
| 1.    | Sitiveni Rabuka       | 1999-2001       |
| 2.    | Ratu Epeli Ganilau    | 2001-2004       |
| 3.    | Ratu Ovini Bokini     | 2004-2007       |
| 4.    | Frank Bainimarama     | 2008            |
| 5.    | Ratu Epeli Nailatikau | 2008 - presente |

- Datos: Q5068095